# Ersättningsnivå (demografi)

Karta över länder som färglagts efter den summerade fruktsamheten.

Ersättningsnivå eller ersättningsgrad, från engelskans sub-replacement rate, är inom demografin ett mått på den summerade fruktsamheten som krävs för att en generation inom en population ska ersätta dess föräldrageneration.
Ersättningsnivån varierar i stora delar av världen, beroende på levnadsförhållanden, där bland annat spädbarnsdödlighet spelar in. Enligt Förenta nationerna definieras ersättningsnivån till 2,1 barn per kvinna, och innebär att om denna nivå underskrids inom en population så leder det konsekvent till att befolkningen minskar över tid.